# Des McAnuff
Desmond McAnuff, dit Des McAnuff (né le 19 juin 1952 à Princeton, dans l'Illinois) est un metteur en scène canado-américain.
Ancien directeur du Festival de Stratford du Canada, il a réalisé des comédies musicales de Broadway telles Big River, The Who's Tommy (en) et Jersey Boys.

## Biographie
Né à Princeton, dans l'Illinois, de John Nelson et Ellen Boyd, McAnuff est un citoyen des États-Unis et du Canada. Il vit un temps à Guelph (Ontario), où il fréquente la St. George's Public School. Sa famille déménage par la suite à Scarborough, où il fréquente le Woburn Collegiate Institute (en). Il y fait ses premiers pas en théâtre, jouant le rôle de Kurt dans une version locale de La Mélodie du bonheur.

## Théâtre
- Sleak! (1980)
- Big River (1985)
- A Walk in the Woods (1988)
- Dangerous Games (1989)
- The Who's Tommy (1993)
- How to Succeed in Business Without Really Trying (1995)
- Dracula, the Musical (2004)
- 700 Sundays (2004)
- Jersey Boys (2005)
- Romeo and Juliet (2008)
- Caesar and Cleopatra (2008)
- Guys and Dolls (2009)
- Macbeth (2009)
- A Funny Thing Happened on the Way to the Forum (2009)
- As You Like It (2010)
- The Tempest (2010)
- Jesus Christ Superstar (2011)
- Twelfth Night (2011)
- A Word or Two (2012)
- Henry V (2012)
- Yoshimi Battles the Pink Robots (2012)
- The Who's Tommy (2013)

## Filmographie
- La Cousine Bette (1998)
- Les Aventures de Rocky et Bullwinkle (2000)

## Récompenses et distinctions
McAnuff remporte deux Tony Awards : l'un comme meilleur réalisateur (comédie musicale) en 1985 pour Big River et un autre en 1993 pour The Who's Tommy.
En 1996, il remporte le Laurence Olivier Awards du meilleur réalisateur pour The Who's Tommy. En mai 2012, McAnuff remporte le prix du Centre national des Arts.

## Source de la traduction
- (en) Cet article est partiellement ou en totalité issu de l’article de Wikipédia en anglais intitulé « Des McAnuff » (voir la liste des auteurs).